# 秋田鉄道
秋田鉄道（あきたてつどう）は、秋田県北秋田郡大館町（現在の大館市）と鹿角郡花輪町（現在の鹿角市）を結ぶため建設された鉄道路線及びその運営会社である。乗合自動車業も兼営した。後に国有化され、現在の東日本旅客鉄道（JR東日本）花輪線の一部となった。

## 歴史

### 鉄道免許・会社設立
1899年（明治32年）に奥羽北線（奥羽本線）大館駅が開業すると1901年（明治34年）に盛岡市と大館町が東北、奥羽両幹線を大館、盛岡で結ぶ横貫線建設を政府に請願している。やがて1912年（明治45年）4月に尾去沢鉱山による貨物および花輪町付近の貨物旅客の運輸を目的とした秋田県北秋田郡大館町より尾去沢村にいたる、軌間1067mmの蒸気鉄道が出願された。発起人は近藤修孝（発起人総代、東京、身延電燈株式会社社長）、山本武彦（山梨県西八代郡栄村、農業）、広瀬増治郎（静岡県富士郡今泉村、呉服太物商）、麓貞吉（北秋田郡扇田町、農業、秋田県会議員）、内田平三郎（鹿角郡尾去沢村、農業、秋田県会議員）、明石順吉（東京、鉱業）、渡邊亀蔵（のち彦右衛門）（山本郡能代港町、商業）、浦城直太（東京、輸出入商、土木業）、石原直太郎（東京、会社員）であった。1912年（大正元年）8月に鉄道敷設免許状が下付された。1913年（大正2年）7月に近藤修孝、広瀬増治郎、山本武彦が脱退し河東田経清、高木和足（東京）が加入した。同年8月秋田鉄道株式会社を設立。資本金は100万円（2万株）、本社を扇田町におき、河東田経清が社長に、明石順吉が専務取締役に渡邊亀蔵、島村金治郎（三菱鉱業取締役、尾去沢鉱山長）、高木和足、豊口竹五郎（毛馬内町、秋田県会議員）が取締役に就任した。筆頭株主は河東田であった。

### 開業（大館-扇田-大滝温泉-毛馬内）
1913年（大正2年）10月には終点を花輪に延長することが認可された。同年11月に起工し、1914年（大正3年）7月大館 - 扇田間が開業する。1915年（大正4年）1月に扇田 - 大滝温泉間が開業し、大滝温泉駅は尾去沢鉱山への当初の窓口となった。これより収入は倍増した。続いて12月大滝温泉-毛馬内間が開業する。ただこの区間は工事竣功監査の際に改善項目が指摘されたため貨物営業限定の開業で旅客営業は翌年1月となった。尾去沢駅には尾去沢鉱山まで馬車軌道（1里半）が敷設され貨物がはこばれるようになった。
この間役員は大館 - 扇田間開業直後の1914年（大正3年）8月に河東田、明石両者は辞任し代わって技師長の岩口多喜次良が専務取締役に就任した。1914年（大正3年）3月に阿川彦七が取締役に就任し、11月に豊口竹五郎が辞任。1915年（大正4年）9月に阿川彦七が辞任すると岩口多喜次良、島村金治郎、渡辺彦右衛門（亀蔵）3人だけとなる。島村金治郎は尾去沢鉱山の鉱山長であり、尾去沢鉱山の所有者である三菱は秋田鉄道の大株主として歴代の尾去沢鉱山長（島村金治郎、納村章吉、瀬川徳太郎、鈴木一郎、伊藤喬介）が取締役になっている。筆頭株主は河東田、阿川の後は菊池忠三郎（11315株）に変わっていったが、菊池は愛国生命保険取締役でありその愛国生命保険は1914年（大正3年）大館扇田間の改良及び扇田大滝温泉間の建設費15万円の借入先であった。菊池の後筆頭株主となった藤沢喜士太も愛国生命保険の役員をしていたことがある。

### 花輪開業と支線計画
末広 - 毛馬内（2代）間の工事は岩盤掘鑿の難工事や物価高騰により大幅に遅れていたが、1920年（大正9年）7月に開業した。毛馬内駅は十和田湖への玄関口となり観光客でにぎわった。そして十和田湖までの経路上にある大湯温泉が十和田湖観光の拠点となっていたことから支線を計画し同年8月に鹿角郡錦木村-同郡大湯村間の免許状が下付された。一方花輪町から小坂町への薪炭、木材等の輸送が盛んであったことから錦木村 - 小坂町間の鉄道を計画した。これに対し小坂鉄道も小坂-毛馬内間の鉄道敷設免許申請をしたため競願となったものの秋田鉄道に1917年（大正6年）4月に免許状が下付された。しかしいずれも実現しなかった。
1922年（大正11年）に100万円の増資をすると藤沢喜士太が菊池に継ぐ大株主となった。そして藤沢が取締役に就任すると。岩口多喜次良、渡辺彦右衛門は役員から退き、佐藤竜治、藤沢喜士太（東京）、藤田謙一、安場保健（東京）、根岸耕一（東京）、関善次郎（秋田県酒造業）、鈴木一郎（尾去沢鉱山長）らが役員となった。
1923年（大正12年）11月10日 毛馬内-陸中花輪間が開業する。終点となった陸中花輪停車場は設置場所において花輪町内で論争となっていたが地元負担金15万円のうち6万円を出した尾去沢鉱山の要望により現在地となった。この全線開業は秋田鉄道創業10年目のことであり、祝賀会を開催する予定であったが関東大震災のため延期となった。
秋田鉄道の収入をみると貨物収入の依存度が高く、尾去沢鉱山や沿線の鉱山の消長に左右された。大正8年上期の貨車収入の減少は沿線鉱山の事業縮小、休山によるものであった。大正時代の鉱業をみると当初は第一次世界大戦勃発により銅価が高騰し休山中の鉱山も復活するなど急激に発展していた。しかし戦後の不況により金属鉱業は打撃を受けた。特に軍需性の高い銅、鉄は他の商品を上回る価格の下落を見た。その上最新技術の導入によりコストをさげた低価格のアメリカ銅が登場すると日本産の銅は海外市場を失ったばかりではなく日本は銅輸出国から輸入国に転じ、国内市場をも脅かされるようになった。これに対し古河、藤田、久原、三菱は産銅カルテルを結成、銅関税引き上げ運動を起こした、そして銅関税の引き上げの実現と鉱山の合理化、さらに関東大震災による特需により、ようやく銅市況は持ち直すこととなった。

### 自動車の攻勢と世界恐慌、買収へ
毛馬内駅が開通した1920年（大正9年）に鹿角自動車営業組合が設立された。フォードを購入して、毛馬内-駅前間、毛馬内-花輪間の営業を開始した。さらに大湯温泉、小坂まで定期運行し、十和田湖、不老倉、湯瀬温泉、盛岡まで貸切運転をした。続いて十和田遊覧自動車組合がシボレーにより営業を開始した。1921年（大正10年）当時鹿角郡内の自動車は2社で6台であった。1923年（大正12年）佐藤自動車営業部は花輪町より平館駅までの自動車運行を開始。同年花輪町で倶楽部自動車がクライスラーにより営業を開始、1927年（昭和2年）に赤坂田駅まで自動車運行を開始した。また貨物自動車の導入は1930年（昭和5年）のことで花輪の田中屋本店によりフォードの大型貨物自動車によりおこなわれた。秋田鉄道では1928年（昭和3年）より乗合自動車の進出に対抗するためガソリンカー投入による増便、停留場の設置をし、十和田湖観光に力を入れ、毛馬内-十和田湖間の零細自動車業者に代わり直営の乗合自動車業を始め、旅客輸送対策をはかった。
しかし1931年（昭和6年）銅価低落のため尾去沢、土深井、不老倉そのた鉱山は採掘抑制や休山し、さらに米価の暴落もあり貨物収入は減少した。1931年（昭和6年）10月鉄道省花輪線が延伸し陸中花輪駅で秋田鉄道と接続した。同年12月社長の佐藤は経営不振から鉄道大臣あて秋田鉄道の買収方を出願した。さらに秋田県町村長会鹿角郡支会長の豊口竹五郎は秋田鉄道の旅客貨物運賃が省線に比べて高率なこと、貧弱な輸送力により物資の円滑な輸送がおぼつかないことを訴え、同じく買収方を要請した。政府は改正鉄道敷設法別表第5号に規定する予定線「青森県三戸ヨリ秋田県毛馬内ヲ経テ花輪ニ至ル鉄道」の一部であること、花輪線と秋田鉄道が接続しており、東北、奥羽両幹線を結ぶ連絡線となっていることから買収することに決定した。1934年（昭和9年）の第65回帝国議会において政府より秋田鉄道買収に関する法律案を提出。 3月26日に法案は成立し、27日公布（法律第16号）された。買収価額は191万8785円（公債交付額206万6850円）6月1日が買収日となり花輪線に編入されることとなった。

### 年表
- 1912年（大正元年）8月30日 秋田鉄道に対し鉄道免許状下付（北秋田郡大館町-鹿角郡尾去沢村間）[34]
- 1913年（大正2年）8月27日 秋田鉄道株式会社設立[35]
- 1913年（大正2年）10月8日 起業目論見変更認可（終点を花輪に延長）
- 1914年（大正3年）7月1日 大館-扇田間開業[36]
- 1915年（大正4年）
  - 1月19日 扇田 - 大滝温泉間開業[37]
  - 12月25日 大滝温泉-毛馬内間開業（貨物運輸）[38]
- 1916年（大正5年）1月5日 大滝温泉-毛馬内間の旅客運輸営業を開始[38]
- 1917年（大正6年）4月27日 鉄道免許状下付（鹿角郡錦木村-同郡小坂町間）[39]
- 1920年（大正9年）
  - 7月4日 末広 - 毛馬内（2代）間開業[40]
  - 8月13日 鉄道免許状下付（鹿角郡錦木村-同郡大湯村間）[41]
- 1922年（大正11年）8月1日 鉄道免許失効（1920年8月13日免許鹿角郡錦木村-同郡大湯村間 指定ノ期限内ニ工事施工認可申請ヲ為ササルタメ）[42]
- 1923年（大正12年）11月10日 毛馬内-陸中花輪間開業[43]
- 1926年（大正15年）4月13日 起業廃止（1917年4月27日免許鹿角郡錦木村-同郡小坂町間）[44]
- 1930年（昭和5年）12月8日 鉄道免許状下付（鹿角郡錦木村-同郡大湯町間）[45]
- 1931年（昭和6年）10月17日 鉄道省花輪線が延伸。田山 - 陸中花輪間を開業[46]。秋田鉄道と接続する。
- 1934年（昭和9年）
  - 6月1日 秋田鉄道を買収・国有化し花輪線に編入[47]。沢尻・南扇田の両季節停留場を駅に変更、鏡田・池内・片山の各季節停留場を廃止。
  - 6月15日 鉄道免許失効（1930年12月8日免許 鹿角郡錦木村-同郡大湯町間 指定ノ期限マテニ工事著手セサルタメ）[48]

国有化以降の歴史は花輪線#歴史を参照

## 駅一覧
| 名称           | 駅間距離（km） | 所在地               | 設置日         | 備考 |
| -------------- | -------------- | -------------------- | -------------- | --- |
| 大館           |                | 北秋田郡大館町松木境 |                | |
| 片山           | 3.1            |                      | 1929年4月5日   | 開業時停留場1929年12月4日季節停留場に変更。 毎年4月1日より11月30日迄。1934年6月1日買収時廃止             |
| 東大館         | 0.5            | 北秋田郡大館町新地   | 1914年7月1日   | |
| 池内           | 2.1            |                      | 1928年7月11日  | 開業時停留場1929年12月4日季節停留場に変更。 毎年4月1日より11月30日迄。1934年6月1日買収時廃止             |
| 扇田           | 2.6            | 同郡扇田町中島本道場 | 1914年7月1日   | 扇田森林鉄道が接続                                                                                       |
| 南扇田         | 1.2            |                      | 1928年7月11日  | 開業時停留場1929年12月4日季節停留場に変更。 毎年4月1日より11月30日迄。1944年11月11日休止                 |
| 大滝温泉       | 5.3            | 同郡十二所町道目木   | 1915年1月19日  | |
| 十二所         | 2.5            | 同郡十二所町荒町     | 1915年12月25日 | 開業時貨物駅1916年1月5日より旅客営業開始。 猿間鉱山への架空索道設備あり                                  |
| 沢尻           | 3.0            |                      | 1928年7月11日  | 開業時停留場1929年12月4日季節停留場に変更。 毎年4月1日より11月30日迄。                                   |
| 尾去沢         | 2.0            | 鹿角郡錦木村末広     | 1915年12月25日 | 開業時貨物駅1916年1月5日より旅客営業開始。 1942年土深井に改称。 尾去沢鉱山へは馬車軌道で連絡。土深井鉱山 |
| 毛馬内(1)→末広 | 2.4            | 鹿角郡錦木村末広     | 1915年12月25日 | 開業時貨物駅1916年1月5日より旅客営業開始 1920年5月1日駅名改称。小間木鉱山                                |
| 毛馬内(2)      | 4.5            | 同郡同村濱田         | 1920年7月4日   | 1957年十和田南に改称                                                                                     |
| 柴平           | 3.3            | 同郡柴平村柴内       | 1923年11月10日 | |
| 鏡田           | 2.7            |                      | 1929年4月5日   | 開業時停留場1929年12月4日季節停留場に変更。 毎年4月1日より11月30日迄。1934年6月1日買収時廃止             |
| 陸中花輪       | 2.0            | 同郡花輪町下中島     | 1923年11月10日 | 1995年鹿角花輪駅に改称                                                                                   |

- 所在地は『鉄道停車場一覧 : 附・関係法規||線路図運賃早見表. 昭和2年版』（国立国会図書館デジタルコレクション

## 輸送・収支実績
| 年度 | 輸送人員（人） | 貨物量（トン） | 営業収入（円） | 営業費（円） | 営業益金（円） | その他益金（円）    | その他損金（円）                 | 支払利子（円） | 政府補助金（円） |
| ---- | -------------- | -------------- | -------------- | ------------ | -------------- | ------------------- | -------------------------------- | -------------- | ---------------- |
| 1914 | 36,664         | 20,401         | 10,799         | 9,370        | 1,429          |                     |                                  |                |                  |
| 1915 | 90,351         | 41,650         | 57,254         | 25,500       | 31,754         |                     |                                  | 9,372          |                  |
| 1916 | 140,034        | 65,185         | 88,056         | 35,738       | 52,318         |                     | 償却金300                        | 15,429         | 15,068           |
| 1917 | 176,262        | 85,848         | 102,367        | 45,859       | 56,508         |                     | 借出金償却金2,002                | 17,600         |                  |
| 1918 | 225,971        | 82,230         | 104,053        | 78,959       | 25,094         | 配当準備金繰入9,500 | 雑損金669,405                    | 3,536          |                  |
| 1919 | 268,172        | 70,317         | 119,222        | 90,540       | 28,682         | 積立金繰入9,800     | 雑損償却金2,838                  | 3,381          | 4,395            |
| 1920 | 292,369        | 80,038         | 172,897        | 126,565      | 46,332         |                     | 雑損金1,852                      | 15,206         | 13,645           |
| 1921 | 275,184        | 52,472         | 190,365        | 140,323      | 50,042         |                     |                                  |                |                  |
| 1922 | 306,983        | 64,107         | 207,720        | 149,402      | 58,318         |                     |                                  |                |                  |
| 1923 | 300,308        | 76,234         | 223,943        | 156,425      | 67,518         |                     | 62                               | 38,883         | 47,327           |
| 1924 | 363,682        | 94,613         | 268,539        | 177,527      | 91,012         |                     | 雑損金1,558                      | 67,516         | 63,158           |
| 1925 | 345,359        | 76,886         | 256,572        | 171,002      | 85,570         |                     | 政府補助金返納24 雑損金1,400     | 67,588         | 58,040           |
| 1926 | 352,837        | 77,576         | 263,509        | 128,761      | 134,748        |                     | 補助返納46雑損13,474             | 67,500         | 48,222           |
| 1927 | 354,904        | 82,295         | 276,054        | 127,941      | 148,113        |                     | 雑損11,724                       | 67,500         | 23,857           |
| 1928 | 335,666        | 82,005         | 270,504        | 149,057      | 121,447        |                     | 自動車業475雑損500               | 62,362         | 47,559           |
| 1929 | 356,287        | 80,396         | 275,581        | 157,745      | 117,836        |                     | 自動車業1,285償却金2,500         | 47,595         | 48,049           |
| 1930 | 341,497        | 83,563         | 259,395        | 127,188      | 132,207        |                     | 自動車業2,163償却金5,872         | 47,600         | 33,719           |
| 1931 | 310,116        | 72,462         | 230,299        | 123,327      | 106,972        |                     | 自動車業2,128 償却金2,575 雑損36 | 45,958         | 20,781           |
| 1932 | 275,925        | 66,464         | 191,368        | 108,439      | 82,929         |                     | 雑損74自動車682                  | 44,850         | 22,573           |
| 1933 | 321,336        | 56,688         | 192,410        | 99,439       | 92,971         | 自動車業120         | 雑損償却8,517                    | 44,850         | 16,544           |

- 鉄道院年報、鉄道院鉄道統計資料、鉄道省鉄道統計資料、鉄道統計資料各年度版

## 車両
鉄道院より蒸気機関車2両（1292号、1109号）を借入れ、客車2両（ロハ890、ハ1005）、有蓋貨車2両（ワフ2779、ワフ3252）を購入し開業している。このうちハ1005の前歴は鉄道作業局ハ16であるが、このハ16の出自は『日本鉄道史』において「最古客車」 とされた超小型客車の1両で1907年（明治40年）に「車体を新造し、固定軸距を延長するという新製に近い改造をうけた」とされる。
その後機関車の借入期限8月25日まで代替車が用意できないため期日を延長した。結局横浜のジャーデンマヂソン商会から中央鉄道がキャンセルした機関車（4.1）を購入することになったが、この機関車の使用条件は橋梁補強工事が必要とされたため工事完成後の12月となった。また同時に鉄道院から蒸気機関車1両（1043）を借り入れている。この借入機関車も1915年（大正4年）に鉄道院より1152（1916年12月に6.11に改番）を購入するまで借入期限を延長して営業運転を確保していた。その後蒸気機関車は1916年（大正5年）に4.2（鉄道院170）、1919年（大正8年）に6.12（鉄道院3032）、1927年（昭和2年）に4.3（鉄道省673）を増備している。
客貨車は1915年（大正4年）大滝温泉-毛馬内間の開業を前に客車4両（ロハ10・11、ハ15・16）、貨車6両（ワフ10-12、ト1・2、トフ1）を天野工場で新製した。天野工場からはその後も1917年（大正6年）に貨車4両（ワ2-6）、1918年（大正7年）に客車3両（ハ17-19）貨車3両（ト6-8）を購入している。1917年（大正6年）に油槽車を購入して自社で無蓋車（ト3-5）に改造。1923年度（大正12年度）には中古客車7両を鉄道省（ハ2279-2281）と青梅鉄道（ロハ12・13、ハ20・21）から購入。1924年（大正13年）に鉄道省土崎工場で組立てを依頼し無蓋車（ト11-13）を増備した。
1928年（昭和3年）以降ガソリンカーを投入し運転本数を増やした。1934年（昭和9年）国有化により機関車5両、ガソリンカー6両、客車16両、貨車23両が引き継がれる
| 車種       | 使用開始   | 形式番号      | 国有化後       | 製造年             | 製造所               | 購入元                                        | 備考                                                |
| ---------- | ---------- | ------------- | -------------- | ------------------ | -------------------- | --------------------------------------------- | --------------------------------------------------- |
| 蒸気機関車 | 1914       | 4.1           | 105            | 1913               | カー・ステュアート   | 新製                                          | 経歴は国鉄105形蒸気機関車を参照                     |
| 蒸気機関車 | 1915       | 6.11          | 1210           | 1896               | ダブス               | 鉄道院                                        | 鉄道院1152→秋田鉄道1152。国鉄1100形蒸気機関車を参照 |
| 蒸気機関車 | 1916       | 4.2           | 115            | 1903               | 汽車製造             | 鉄道院                                        | 鉄道院170→秋田鉄道171。国鉄170形蒸気機関車を参照    |
| 蒸気機関車 | 1919       | 6.12          | 3032           | 1894               | ボールドウィン       | 鉄道院                                        | 鉄道院3032。国鉄3030形蒸気機関車を参照              |
| 蒸気機関車 | 1927       | 4.3           | 673            | 1898               | ナスミス・ウィルソン | 鉄道院                                        | 鉄道省673。国鉄400形蒸気機関車を参照                |
| 内燃動車   | 1928       | ジハ1・2      | キハ4050・4051 | 1928               | 松井工作所           | 新製                                          | 経歴は買収気動車#秋田鉄道（現・花輪線の一部）       |
| 内燃動車   | 1929・1930 | ジハ3・4      | キハ4520・4521 | 1929・1930         | 梅鉢鉄工場           | 新製                                          | 経歴は買収気動車#秋田鉄道（現・花輪線の一部）       |
| 内燃動車   | 1932       | ジハ5         | キハニ36460    | 1932               | 日本車輌             | 新製                                          | 経歴は買収気動車#秋田鉄道（現・花輪線の一部）       |
| 内燃動車   | 1933       | ジハ6         | キハ36470      | 1933               | 日本車輌             | 新製                                          | 経歴は買収気動車#秋田鉄道（現・花輪線の一部）       |
| 客車       |            |               |                |                    |                      |                                               |                                                     |
| 1914       | ハ12       | ハ2271        | 1898           | 鉄道車両製造所     | 鉄道院               | 定員40人、国鉄ロハ890→秋田鉄道ロハ890→1       |                                                     |
| 1914       | ハ13       | ハ2272        | 1907           | 新橋工場           | 鉄道院               | 定員50人、国鉄ハ1005→秋田鉄道ハ5              |                                                     |
| 1915       | ハ5・6     | ハ2264・2265  | 1915           | 天野工場           | 新製                 | 定員36人、秋田鉄道ハ15・16                    |                                                     |
| 1915       | ハ1・2     | ハ2260・2261  | 1915           | 天野工場           | 新製                 | 定員32人、秋田鉄道ロハ10・11                  |                                                     |
| 1918       | ハ7-9      | ハ2266-2268   | 1918           | 天野工場           | 新製                 | 定員36人、秋田鉄道ハ17-19                     |                                                     |
| 1923       | ハ3・4     | ハ2262・2263  |                |                    | 青梅鉄道             | 定員32人、青梅鉄道ロハ1・2→秋田鉄道ロハ12・13 |                                                     |
| 1923       | ハ10・11   | ハ2269・2270  |                |                    | 青梅鉄道             | 定員36人、青梅鉄道ハ3・5→秋田鉄道ハ20・21     |                                                     |
| 1923       | ハフ1-3    | ハ2273-2275   |                | 関西鉄道湊町工場   | 鉄道省               | 国鉄ハ2279-2281→秋田鉄道ハ2279-2281           |                                                     |
| 貨車       |            |               |                |                    |                      |                                               |                                                     |
| 1914       | ワブ1      | ワブ1         | 1891           | オールドベリー     | 鉄道院               | 山陽鉄道→国鉄ワフ3252→ワフ1                   |                                                     |
| 1914       | ワブ2      | ワブ2         | 1889           | バーニングハム     | 鉄道院               | 関西鉄道→国鉄ワフ2779→ワフ2                   |                                                     |
| 1914       | ワ1        | ワ1           |                |                    | 鉄道院               | 国鉄ワ7525→秋田鉄道ワ7525                     |                                                     |
| 1915       | ワブ3-5    | ワフ3108-3110 | 1915           | 天野工場           | 新製                 | 秋田鉄道ワフ10-12                             |                                                     |
| 1915       | ト1・2     | ト2884・2885  | 1915           | 天野工場           | 新製                 |                                               |                                                     |
| 1915       | ト9        | リ1609        | 1915           | 天野工場           | 新製                 | 秋田鉄道トフ1                                 |                                                     |
| 1917       | ワ2        | ワ9312        | 1917           | 天野工場           | 新製                 |                                               |                                                     |
| 1917       | ワ3-6      | ワ9313-9316   | 1917           | 天野工場           | 新製                 |                                               |                                                     |
| 1917       | ト3-5      | ト2886-2888   | 1917           | 秋田鉄道           | 改造                 | 新潟鉄工場油槽車改造                          |                                                     |
| 1918       | ト6-8      | ト2889-2891   | 1918           | 天野工場           | 新製                 |                                               |                                                     |
| 1924       | ト10-12    | ト3626-3628   | 1924           | 鉄道省土崎工場組立 | 新製                 | 秋田鉄道ト11-13番号変更ト13→10                |                                                     |

- 形式番号は買収時。客車は1932年に2等が廃止された際にハフ1-3を除き一斉改番された
- 国有化後の番号対照は大幡哲海「昭和戦前期,買収客貨車改番一覧」『RAILFAN』No.519より

### 車両数の変遷
| 年度      | 機関車 | ガソリンカー | 客車 | 貨車 | 貨車 |
| 年度      | 機関車 | ガソリンカー | 客車 | 有蓋 | 無蓋 |
| --------- | ------ | ------------ | ---- | ---- | ---- |
| 1914      | 1      |              | 2    | 3    |      |
| 1915      | 2      |              | 6    | 6    | 3    |
| 1916      | 3      |              | 6    | 6    | 3    |
| 1917      | 3      |              | 6    | 11   | 6    |
| 1918      | 3      |              | 9    | 11   | 9    |
| 1919-1922 | 4      |              | 9    | 11   | 9    |
| 1923      | 4      |              | 16   | 11   | 9    |
| 1924-1926 | 4      |              | 16   | 11   | 12   |
| 1927      | 5      |              | 16   | 11   | 12   |
| 1928      | 5      | 2            | 16   | 11   | 12   |
| 1929      | 5      | 3            | 16   | 11   | 12   |
| 1930-1931 | 5      | 4            | 16   | 11   | 12   |
| 1932      | 5      | 5            | 16   | 11   | 12   |
| 1933      | 5      | 6            | 16   | 11   | 12   |

- 鉃道院年報、鉄道院鉄道統計資料、鉄道省鉄道統計資料、鉄道統計資料各年度版